# Twarda Kopa

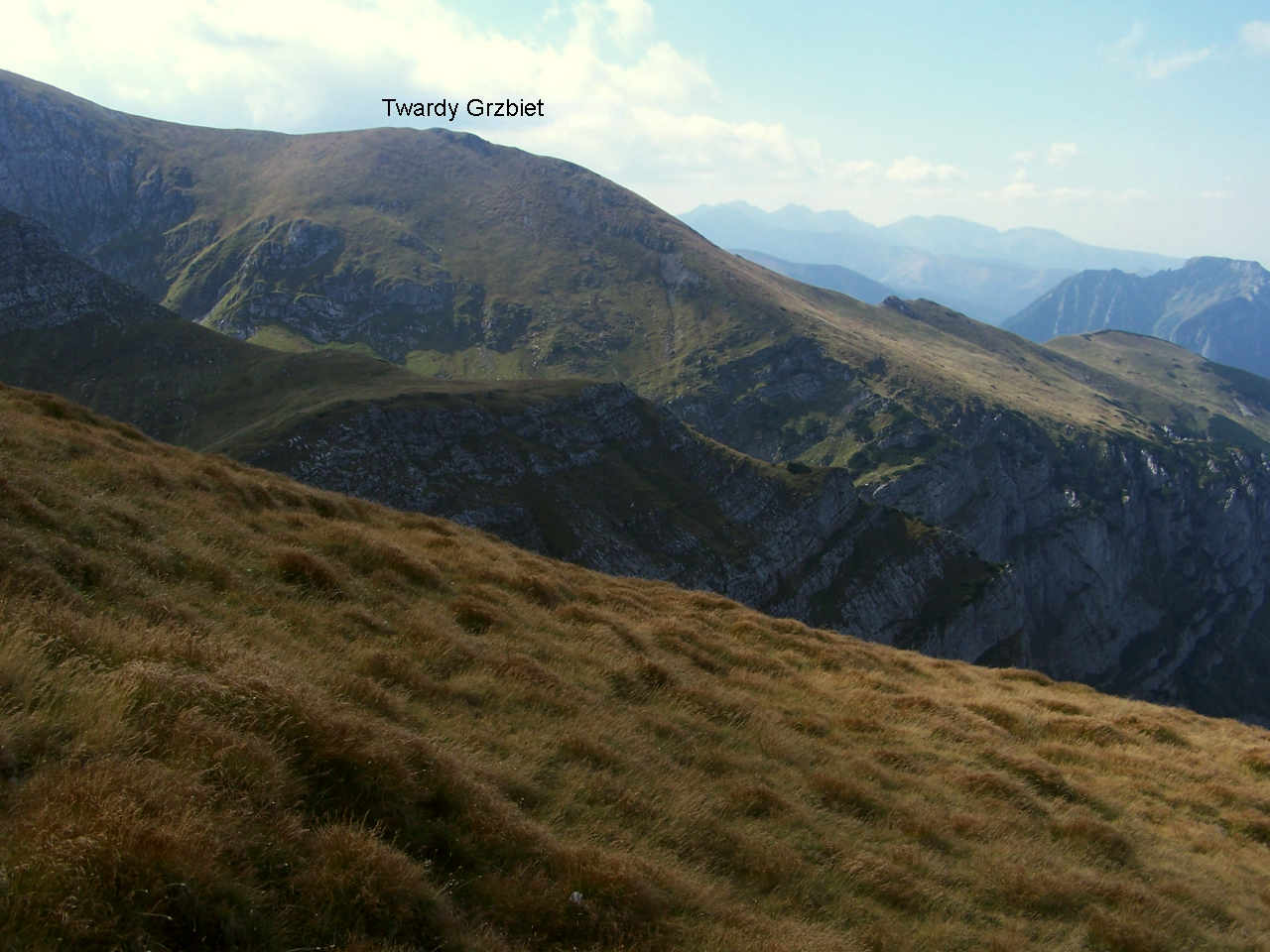
Blick von Osten

Die Twarda Kopa ist ein Berg in der polnischen Westtatra mit 2026 Metern Höhe im Massiv der Czerwone Wierchy. 

## Lage und Umgebung
Die Staatsgrenze verläuft über den Hauptgrat der Tatra. Die Twarda Kopa befindet sich nördlich vom Hauptkamm auf der polnischen Seite. Nördlich des Gipfels liegt das Tal Dolina Kościeliska, konkret sein Hängetal Dolina Pyszniańska.

## Tourismus
Die Twarda Kopa ist bei Wanderern beliebt. 

### Routen zum Gipfel
Der Wanderweg auf die Twarda Kopa führt entlang des Hauptkamms der Tatra und der polnisch-slowakischen Grenze.
- ▬ Der rot markierte Kammweg führt vom Tal Dolina Kościeliska über den Gipfel in die Hohe Tatra.
- ▬ Ein grün markierter Wanderweg führt von der Ornak-Hütte auf den Bergpass Chuda Przełączka und weiter auf den Gipfel.

Als Ausgangspunkt für eine Besteigung aus den Tälern eignen sich die Ornak-Hütte, Kondratowa-Hütte und die Chochołowska-Hütte.

## Belege
- Zofia Radwańska-Paryska, Witold Henryk Paryski, Wielka encyklopedia tatrzańska, Poronin, Wyd. Górskie, 2004, ISBN 83-7104-009-1.
- Tatry Wysokie słowackie i polskie. Mapa turystyczna 1:25.000, Warszawa, 2005/06, Polkart, ISBN 83-87873-26-8.